# Szily Kálmán (gépészmérnök)
Nagy-szigethi ifjabb Szily Kálmán (Budapest, 1875. május 4. – New York, 1958. január 14.) mérnök, királyi József-műegyetemi tanár, az Magyar Tudományos Akadémia levelező tagja (1920).

A nagyszigeti Szily család címere (kelt: 1751. júl. 27.)

## Családa és származáza
Apja nagyszigethi Szily Kálmán (1838–1924), fizikus, nyelvész, műegyetemi tanár, tudományszervező, az Akadémia főtitkára, majd főkönyvtárnoka, anyja a régi zalamegyei nemesi származású egyházasbüki Dervarics családból való egyházasbüki Dervarics Rozália Ida (1844–1921). Az apai nagyszülei nagyszigethi Szily Ádám (1800–1868) táblabíró, földbirtokos, és nagyjeszeni Jeszenszky Karolina (1807–1856) voltak. Az anyai nagyszülei egyházasbüki Dervarics Ákos (1816-1891), táblabíró, földbirtokos, és hertelendi és vindornyalaki Hertelendy Rozália (1822–1850) voltak. Dervarics Ákosné Hertelendy Rozáliának a szülei hertelendi és vindornyalaki Hertelendy Imre (1794–1850), földbirtokos, zalai főszolgabíró és nyírlaki Oszterhueber Magdolna (1797–1883) asszony voltak.

## Élete
1892-től középiskolai és műegyetemi tanulmányait Budapesten végezte és a tudományegyetemen matematikai, fizikai és technikai előadásokat hallgatott. Ezután külföldi tanulmányútra ment, Párizsban, Zürichben harmadfélévig szakbeli dolgozatokat végzett. 1898-ban a budapesti egyetemen bölcseletdoktori oklevelet szerzett és a műegyetemen a mechanikai tanszék mellé adjunktusnak nevezték ki. 1901-ben ugyanott a rugalmasság elméletéből magántanári képesítést nyert. 1906-ban műegyetemi nyilvános rendkívüli tanári címet kapott, 1913-tól a mechanika nyilvános rendes tanára lett. Az 1927–28-as és 1929–30-as tanévben az intézmény rektoraként működött. 1930-ban kinevezték a vallás- és közoktatásügyi minisztérium főiskolai osztályának élére, majd 1932-ben államtitkár lett. 1941–42-ben már ismét a műegyetem tanított. Elnöke volt az Országos Felsőoktatási Tanácsnak, a felsőházban képviselte a műegyetemet. 1944 őszén kivándorolt Németországba. 
Cikkei: a Math. és Phys. Lapokban (IV. A binomiális együtthatók néhány elemi tulajdonsága); a Magyar Mérnök és Építészegylet Közlönyében (XXXVI. Húzó kisérletek belső nyomásra igénybe vett csövekkel; ugyanez németül és franciául is).

## Házassága és leszármazottjai
1903. július 5-én Budapesten, ifjabb nagyszigethi Szily Kálmán dr., műegyetemi magántanár, vezette oltárhoz Plósz Emília Stefánia Mária Terézia (Győr, 1883. július 6.–Budapest, 1944. április 12.) kisasszonyt, akinek a szülei dr. Plósz Sándor (1846–1925), az összes jogtudományok doktora, magyar királyi igazságügyi miniszter, a Pázmány Péter Tudományegyetem jogi karának a tanára, az MTA igazgatója, valóságos belső titkos tanácsos, az I. osztályú vaskorona-rend lovagja, a Lipót-rend középkeresztese, a Főrendiház tagja, és Hamza Ilona (1852–1926) voltak. Szily Kálmán és Plósz Emília frigyéből született:
- Szily Veronika Ilona Rózsa Jenke Mária (Budapest, 1904. április 18.). Férje: Szadeczky-Kardoss Tibor (Kolozsvár, 1898. december 18.–Budapest, 1956. szeptember 2.), a debreceni tudományegyetem professzora, műegyetemi adjunktus.[14][15]
- Szily József Ádám Kálmán Sándor Máté (Budapest, 1907. szeptember 5.–Aš, Csehszlovákia, 1945. április 11.), a műegyetem II. sz. Vízépítéstani Tanszéknek a nyilvános rendes tanára, tartalékos lovas-tüzér hadnagy.[16] Neje: Dr. Sztehlo Márta Mária (Budapest, 1912. augusztus 9.).[17]
- Szily Klára Erzsébet Ilona Mária (Budapest, 1911. január 6.). Férje: dr. vitéz Szathmáry Zoltán (Arad, 1898. szeptember 29.), a Bábaképző intézet igazgatója.[18]

## Munkái
- A binomiális együtthatók néhány elemi tulajdonsága. Budapest, 1895. (Math. és Phys. Lapok IV.)
- A fémdrótok elektromos ellenállásának csavarásokozta változása. Doktori értekezés. Bp., 1898. (Ugyanez németül és francziául)
- A világ-egyetem energia készlete. Bp., 1899. Természettud. Közlöny Pótfüzeteiből)
- Síkmozgású érdes testek ütközése. Bp., 1901. (Mathem. és Természettud. Értesítő XIX. Ugyanez németül)
- Húzó kísérletek belső nyomásra igénybe vett csövekkel. Bp, 1902. (M. Mérnök és Építész Egylet Közlönye XXXVI. Ugyanez németül és francziául)
- Adalékok a statika elemeihez. Bp., 1907. (Math. és Phys. Lapok XVI.)
- A feszültségi állapot alapegyenleteiről. Bp., 1908. (Math. és Phys. Lapok XVII.)
- Mechanika I – III., Bp., 1920–21.
- Műszaki mechanika. Bp., 1933